# 第聂伯罗彼得罗夫斯克州
第聂伯罗彼得罗夫斯克州（羅馬化：Dnipropetrovska oblast）是乌克兰東部的一个州，首府第聂伯罗。
2019年，烏克蘭憲法法院批准將該州更名為锡切斯拉夫州（羅馬化：Sicheslavska oblast）。該變更尚未實施。

## 行政区划
2020年7月18日乌克兰行政区划改革后，第聂伯罗彼得罗夫斯克州划分为7个区，每个区再划分为若干市镇。七个区为：
- 第聶伯羅區
- 卡姆扬斯克区
- 克里維里赫區
- 尼科波爾區
- 薩馬爾區
- 巴甫洛赫拉德区
- 錫內利尼科韋區

## 人口
按2004年統計，有3,493,062人，佔全國人口5.3%。
按2001年統計，民族構成：
- 烏克蘭人 - 79.3%
- 俄羅斯人 - 17.6%
- 白俄羅斯人 - 0.8%
- 猶太人 - 0.4%
- 亞美尼亞人 - 0.3%
- 阿塞拜疆人 - 0.2%
- 摩爾多瓦人 - 0.12%
- 吉普賽人 - 0.11%
- 韃靼人 - 0.11%
- 日耳曼人 - 0.11%
- 其他 - 0.95%

按母語統計：
- 烏克蘭語 67%
- 俄語 32%
- 其他 1%